# 闰秒

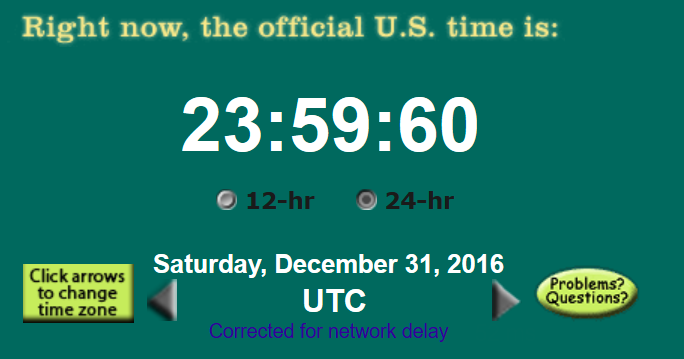
屏幕擷圖顯示在UTC2016年12月31日的閏秒。在东八区的標準時間是2017年1月1日7:59:60，之後才是8:00:00。

閏秒是偶爾運用於協調世界時（UTC）的調整，經由增加或減少一秒，以消彌精確的時間（使用原子鐘測量）和不精確的觀測太陽時（稱為UT1），之間的差異。這會由於地球自轉的不規則和長期項的地球自轉減慢而有所不同。UTC標準時間廣泛用於國際計時，並在大多數國家用作民用時的參考，它使用精確的原子時，因此，除非根據需要將其重置為UT1，否則將超前運行在觀測到的太陽時。閏秒的存在就是為了提供這樣的調整。
因為地球的旋轉速度會隨著氣候和地質事件的變化而變化，因此UTC的閏秒間隔不規則且不可預知。每個UTC閏秒的插入，通常由國際地球自轉服務（IERS）提前約六個月决定，以確保UTC和UT1讀數之間的差值永遠不會超過0.9秒。
這種做法已被證明具有破壞性，特別是在二十一世紀，尤其是在依賴精確時間戳或時間關鍵程序控制的服務中。相關國際標準機構一直在討論是否繼續這種做法。2022年11月18日，负责协调世界时的国际计量局表示，科学家和政府代表在法国举行的一次会议上投票决定到2035年取消闰秒。根据决议，闰秒将暂时继续正常添加，但到2035年，世界时和国际原子时之间的差异将被允许增长到大于一秒的值。各方代表将举行谈判以在2035年之前确定这个值及其处理方式。

## 歷史

顯示UT1和UTC之間差異的圖表。垂直段對應於閏秒。

大約在西元前140年，亞歷山大的天文學家托勒密使用六十進制將平太陽日和真太陽日細分到60進制的小數點後6位數。在這之後，他使用平分點時和季節時點的簡單分數，但沒有一個類似現代的秒。穆斯林學者，包括西元1000年的比魯尼，將平均太陽日平分為24小時，再以可以讓二、三、四和五等分的60進制為基礎，創造了分和現代的秒作為時間組織的單位，即平均太陽日中的1⁄60的1⁄60的1⁄24 = 1⁄86,400。根據這一定義，時間單位的秒在1874年被提一作為CGS單位制中的時間基礎單位。不久之後西蒙·紐康和其他人發現地球自轉週期不規則地變化，因此在1952年，國際天文學聯合會將秒定義為恒星年的分數。1955年，考慮到回歸年比恒星年更為基本，國際天文學聯合會將秒重新定義為1900.0平回歸年的分數 1 ⁄ 31556925.975。在1956年，國際度量衡委員會對秒的定義採用了較為精確的1 ⁄ 31556925.9747數值，並且在1960年由國際度量衡大會通過，成為國際單位制的一部分。
最終，這一定義也被發現不足以進行精確的時間量測，因此在1967年，SI的秒再次被重新定義為一個銫-133原子在基態的兩個超精細能階之間的躍遷中發射輻射的9,192,631,770個週期。該值等同於1010，在一部分的天文（星曆）秒中使用著。它也接近在1750年至1892年平均太陽日的 1 ⁄ 86400。
然而，取決於平均時間，在過去的幾個世紀裏，平均太陽日的長度每世紀新增了約1.4-1.7毫秒。到1961年，平均太陽日已經比86,400秒長一到兩毫秒。因此，在86,400改變日期的時間標準SI秒之後，如國際原子時（TAI），將越來越超前於與平均太陽日相關聯的時間標準，如世界時（UT）。
1960年，在原子鐘的基礎上製定協調世界時（UTC）標準時，人們認為有必要與UT保持一致，在此之前，時間廣播的服務一直是參考著UT。從1960年到1971年，國際時間局減慢了UTC原子鐘的速率，以保持與UT2的同步，這種做法被稱為「彈性秒」。UTC的速率在每年年初確定，比原子時的速率慢：在1960-1962年每1010次脈衝減少150次，1962-63年每1010次脈衝減少130次，1964年至1965年期間，每10 10次脈衝減少150次，並且在1966-1971年每1010次脈衝減少300次。除了速率的變化，偶爾需要0. 1秒的跨階（1963年之前為0.05秒）。UTC的這種主要頻移速率由MSF、WWV和CHU以及其它的時間台廣播。在1966年，CCIR批准了「階梯原子時」（SAT，stepped atomic time），由於沒有速率的調整，使它以0.2秒為階梯更頻繁地進行調整，讓它與UT2的差異保持在0.1秒內 SAT由WWVB和其它時間站播出。
在1972年，引入了閏秒系統，以便將UTC秒設定為與標準SI秒完全相等，同時仍保持UTC時間在UTC日期的每一天中與UT1的變化同步。在那時，UTC時鐘已經落後於TAI 10秒，TAI在1958年與UT1同步，但此後一直在計算真正的SI秒數。1972年後，兩個時鐘都以SI秒為單位滴答作響，因此它們在任何時間顯示之間的差異為10秒加上截至該時間應用於UTC的閏秒總數； 截至2017年1月，UTC已經插入了27次閏秒，所以差異為10 + 27 = 37秒。

## 插入的閏秒
| 年               | 6月30日 | 12月31日 |
| ---------------- | ------- | -------- |
| 1972年           | +1      | +1       |
| 1973年           | 0       | +1       |
| 1974年           | 0       | +1       |
| 1975年           | 0       | +1       |
| 1976年           | 0       | +1       |
| 1977年           | 0       | +1       |
| 1978年           | 0       | +1       |
| 1979年           | 0       | +1       |
| 1980年           | 0       | 0        |
| 1981年           | +1      | 0        |
| 1982年           | +1      | 0        |
| 1983年           | +1      | 0        |
| 1984年           | 0       | 0        |
| 1985年           | +1      | 0        |
| 1986年           | 0       | 0        |
| 1987年           | 0       | +1       |
| 1988年           | 0       | 0        |
| 1989年           | 0       | +1       |
| 1990年           | 0       | +1       |
| 1991年           | 0       | 0        |
| 1992年           | +1      | 0        |
| 1993年           | +1      | 0        |
| 1994年           | +1      | 0        |
| 1995年           | 0       | +1       |
| 1996年           | 0       | 0        |
| 1997年           | +1      | 0        |
| 1998年           | 0       | +1       |
| 1999年           | 0       | 0        |
| 2000年           | 0       | 0        |
| 2001年           | 0       | 0        |
| 2002年           | 0       | 0        |
| 2003年           | 0       | 0        |
| 2004年           | 0       | 0        |
| 2005年           | 0       | +1       |
| 2006年           | 0       | 0        |
| 2007年           | 0       | 0        |
| 2008年           | 0       | +1       |
| 2009年           | 0       | 0        |
| 2010年           | 0       | 0        |
| 2011年           | 0       | 0        |
| 2012年           | +1      | 0        |
| 2013年           | 0       | 0        |
| 2014年           | 0       | 0        |
| 2015年           | +1      | 0        |
| 2016年           | 0       | +1       |
| 2017年           | 0       | 0        |
| 2018年           | 0       | 0        |
| 2019年           | 0       | 0        |
| 2020年           | 0       | 0        |
| 2021年           | 0       | 0        |
| 2022年           | 0       | 0        |
| 2023年           | 0       | 0        |
| 2024年           | 0       | 0        |
| 2025年           | 0       |          |
| 總計             | 11      | 16       |
| 總計             | 27      |          |
| 目前TAI與UTC秒差 |         |          |
| 37               |         |          |

閏秒的調整最初委託給國際時間局，但於1988年1月1日轉交給國際地球自轉服務。IERS通常在UTC和UT1之間的差額接近0.6秒時插入閏秒，以防止UTC和UT1之間的差額超過0.9秒。
UTC的標準允許在任何UTC月份結束時插入閏秒，但第一優先選擇6月和12月，第二優先選擇3月和9月。截至2017年1月，所有的閏秒調整是在6月30日或12月31日結束時插入的。無論是否要做閏秒的調整，IERS每6個月都會發布一次公告："Bulletin C" （页面存档备份，存于）。這份公告通常在每個可能的閏秒日期之前半年發佈：通常在1月初（6月30日）和7月初（12月31日）。一些授時的廣播會發出閏秒即將來臨的語音通知。 
從1972年到2020年，平均每21個月就插入一次閏秒。然而，間隔是非常不規則的，而且明顯在增加：在1999年1月1日至2004年12月31日的六年中沒有閏秒，但在1972-1979年的八年中有九個閏秒。
與在當地時間2月28日23:59:59之後開始的閏日不同，UTC的閏秒在全球範圍內同時出現；例如，2005年12月31日23:59:60 UTC的閏秒是美國東部標準時間的2005年12月31日18:59:60（下午6:59:60）和中國時區的2006年1月1日07:59:60（上午）。

### 過程
當需要插入閏秒時，將在所選UTC日期的23:59:59秒和下一日期的00:00:00秒之間插入一個正閏秒。UTC的定義規定，優先選擇12月和6月的最後一天，其次可選擇3月或9月的最後一天，最後才能選擇任何其它月份的最後一天。截至目前，所有閏秒都安排在6月30日或12月31日。額外的秒在UTC時鐘上顯示為23:59:60。在顯示與UTC相關的當地時間的時鐘上，閏秒可能會插入到其它某個小時（或半小時或四分之一小時）的末尾，具體取決於當地時區。負閏秒將刪掉所選月份最後一天的最後一秒23:59:59，因此該日期的23:59:58之後將緊跟著下一天的00:00:00。自引入閏秒以來，平均太陽日僅在很短的時間內超過原子時，並沒有觸發過負閏秒。

## 地球自轉減慢

由於行星旋轉速度加快，基於SI的日與實際日長的偏差，導致日長縮短。

因為地球的自轉速度的變化不規則，導致閏秒的間隔不規則。事實上，地球自轉在長期上是不可預測的，這也解釋了為什麼閏秒通常只提前六個月宣佈。
F.R.斯蒂芬森和莫里森(L.V.Morrison) ，根據西元前700年至西元1623年期間的日食的記錄，1623年至1967年期間望遠鏡觀測的掩星，以及此後的原子鐘，開發了太陽日長度變化的數學模型。這個模型顯示平太陽日以每個世紀1.70 ms (± 0.05 ms)穩定的增長，再加上大約1,500年週期半振幅4毫秒的變化，在過去的幾個世紀裡，平太陽日的延長率約為每世紀 1.4 ms，是週期性分量和總速率之和。
地球自轉速度減慢的主要原因是潮汐摩擦，僅此一項就將使一天每世紀延長2.3ms。其他促成因素包括地球地殼相對於其核心的運動，地函對流的變化，以及導致巨大質量再分配的任何其他事件或過程。這些過程改變了地球的慣性矩，由於角動量守恒而影響了自轉速率。其中一些重分配會提高地球的自轉速度，縮短太陽日，並對抗潮汐摩擦。例如，冰河反彈將太陽日縮短了0.6ms/世紀，2004年發生在印度洋的地震和海嘯被認為縮短了2.68微秒。
然而，將閏秒視為地球自轉速度減慢的指標是錯誤的：它們是測量地球自轉的原子時間和平太陽時之間累積的差異指標。本節頂部的曲線圖顯示，1972年的平均日長約為86400.003秒，2016年的平均日長約為86400.001秒，表明在這段時間內地球自轉率整體上有所增加。在這段時間內插入正閏秒，是因為年平均日長仍然大於86400 SI秒以上，而不是因為地球自轉速度的任何減慢。
根據2021年的報導，在2020年地球自轉速度加快，經歷了自1960年以來最短的28天，每一天的持續時間都不到86399.999秒。這導致全世界各地的工程師們討論負閏秒和其它可能的計時措施，其中也包括廢除閏秒。

## 閏秒的未來
TAI和UT1是精確定義的時間尺度，前者由原子鐘（因此獨立於地球自轉）定義，後者由天文觀測（量測實際行星自轉，從而量測格林威治子午線的太陽時間）定義。UTC（通常是民用時的基礎）是一種折衷方案，以原子秒為組織，但週期性地重置一個閏秒以匹配UT1。
UTC 閏秒的不規則性和不可預測性在幾個領域存在問題，尤其是計算。隨著自動化系統和高速交易對精確度的要求越來越高，這就引發了許多問題，因為閏秒比工業時鐘所需要的精確度高出一百萬倍。因此，有關國際標準機構正在審查插入閏秒的長期做法。

### 廢除閏秒的國際提案
2005年7月5日，IERS地球定位中心負責人向IERS公報的C和D訂戶發送了一份通知，徵求美國在國際電信聯盟無線電通信部門（ITU-R）研究小組7的WP7-A之前提出在2008年之前從UTC廣播標準中取消閏秒的建議意見（UTC的定義由ITU-R負責）。。原先預計將於2005年11月審議，但此後討論被延後。根據該提案，閏秒在科技上將被閏時取代，以滿足幾個ITU-R成員國的法律要求，即民用時間在天文學上與太陽有所關聯。
有人對這項提議提出了一些反對意見。《天文年鑑解釋性附錄》的編輯肯尼斯·塞德曼（P.Kenneth Seidelmann）寫了一封信，對該提議缺乏一致的公共資訊和充分的理由表示遺憾。加州大學聖克魯斯分校的史蒂夫·艾倫（Steve Allen）在一篇科學新聞的文章中引用了他聲稱對天文學家有重大影響的東西。他有一個廣泛的線上網站專門討論閏秒的問題和歷史，包括一組關於該提案的參考資料和反對該提案的論據。
在2014年國際無線電科學聯盟的大會上，美國海軍天文台的時間服務首席科學家德米特裡奧斯·馬薩基斯（Demetrios Matsakis）提出了支持重新定義的理由，並反駁了反對該定義的論點。他強調，軟體程式師實際上無法考慮閏秒會使時間倒流的事實，特別是當他們中的大多數人甚至不知道閏秒的存在時。與會者提出了閏秒對航行造成危害的可能性，以及觀察到的對商業的影響。
美國根據國家電信和資訊管理局的建議，就此事闡述了立場；同時聯邦通信委員會也徵求公眾的意見。這一立場有利於重新定義
2011年，北京應用與探索全球資訊中心的韓春浩（Chunhao Han）表示，中國尚未决定2012年1月的投票態度，但一些中國學者認為，由於中國的傳統，保持民用時間和天文時間之間的聯系很重要。2012年的投票最終被延後。在ITU/BIPM主辦的關於閏秒的研討會上，韓春浩表達了他個人贊成廢除閏秒的觀點，在2014年的國際無線電科學家聯盟大會上，韓春浩和其他中國計時科學家再次表達了對重新定義的類似支持。
2015年2月10日，在亞太電信會議的一次特別會議上，韓春浩表示，中國現在支持取消未來的閏秒，出席會議的所有其他國家代表（來自澳大利亞、日本和韓國）也是如此。在這次會議上，布魯斯·沃靈頓（Bruce Warrington，澳大利亞NMI）和岩馬築三（Tsukasa Iwama，日本NICT）表示特別關注金融市場，因為閏秒的調整是發生在他們所在地區的工作日中間。在2015年3月/4月的CPM15-2會議之後，草案給出了WRC-15可能用來滿足WRC-12第653號決議案的四種方法。
反對這一提議的理由包括，這一重大變化的代價不得而知，以及世界時將不再與平均太陽時相對應的事實。還有人回答說，已經有兩個不跟隨閏秒的時間制度可以使用，國際原子時（TAI）和全球定位系統（GPS）時間。例如，電腦可以使用這些時間，並根據需要轉換為UTC或本地民用時間進行輸出。廉價的GPS定時接收機隨時可用，衛星廣播包括將GPS時間轉換為UTC所需要的資訊。將GPS時間轉換為TAI也很容易，因為TAI總是比GPS時間提前19秒。基於GPS時間系統的範例包括CDMA數位蜂窩系統IS-95和CDMA2000。通常，電腦系統使用UTC，並使用網絡時間協定（Network Time Protocol，NTP）同步其時鐘。不能容忍閏秒造成時間中斷的系統可以基於TAI並使用精確時間協定。然而，國際度量衡局指出，這種時間尺度的擴增會導致混亂。
在2007年9月於德克薩斯州沃斯堡舉行的民用全球定位系統服務介面委員會第47次會議上，宣佈將對停止閏秒進行郵寄投票。投票計畫是：
- 2008年4月：國際電信聯合會的7A工作組將向ITU第7研究小組提交關於停止閏秒項目的建議。
- 在2008年：第7組將在成員國之間通過電子郵件進行投票。
- 2011年10月：國際電信聯合會無線電通訊組（ITU-R）發佈了其狀態檔案「ITU-R對協調世界時（UTC）研究的現狀」，為2012年1月在日內瓦舉行的會議做準備；該份報導說，迄今為止，針對此議題在聯合國機構於2010年和2011年的網路調查，該機構已經收到192個成員國的16份回復，其中13份贊成改革，3份反對[45]。
- 2012年1月：國際電信聯合會作出决定，將閏秒的决定延后到2015年11月的世界無線電通信大會上，而不是根據該計畫决定是或否。
- 2015年11月：在這次會議上，再次决定繼續使用閏秒，留待2023年那一次的會議，再進一步研究和審議[46]。

2014年10月，民用GPS介面服務委員會計時小組委員會主席、歐空局導航計畫委員會成員弗拉基米爾·勒萬多夫斯基（Włodzimierz Lewandowski）向國際電信聯合會提交了一份CGSIC認可的決議，支持重新定義，並將閏秒描述為「導航危害」。
反對者對擬議改革的一些反對意見做出了回覆。例如，負責生成UTC的國際度量衡局時間、頻率和重量量測部門的首長，費利西塔斯·阿裏亞斯（Felicitas Arias）在一份新聞稿中指出：每60-90年大約一分鐘的漂移可以與真太陽時和平均太陽時之間16分鐘的年變化、使用日光時的一小時偏移，以及某些地理上超大時區的幾個小時偏移進行比較。
2022年11月，在第27届国际计量大会上，科学家和政府代表投票决定到2035年取消闰秒。

## 插入（或删除）閏秒產生的問題

### 時差和事件順序的計算
要計算兩個給定UTC日期之間以秒為組織的運行時間，需要查閱閏秒表，每當宣佈新的閏秒時，就需要更新該表。由於閏秒僅提前6個月知道，因此無法計算未來較長遠的UTC日期時間間隔。

### 遺漏閏秒公告
雖然BIPM會提前6個月宣佈閏秒，但大多數時間分配系統（SNTP、IRIG-B、PTP最多提前12小時宣佈閏秒，有時只在最後一分鐘，有些甚至根本沒有（DNP 03）。不定期同步的時鐘可能會錯過一個閏秒，但仍然可能聲稱是完全同步的。

### 實施差異
並非所有時鐘都以相同的管道實現閏秒。Unix時間中的閏秒通常通過重複23:59:59或添加23:59:60來實現。網络時間協定（SNTP）在閏秒期間凍結時間，伺服器發出聲明某個時段的「警報狀態」。其它方案抹黑在閏秒附近的時間。

### 閏秒的文字標記法
BIPM將閏秒的文字表示定義為「23:59:60」。有些程式不熟悉此格式，在處理此類輸入時可能會報告錯誤。

### 閏秒的二進位標記法
大多數電腦作業系統和大多數時間分配系統使用二進位計數器表示時間，該計數器指示自任意紀元起經過的秒數；例如，在POSIX機器中自1970-01-0100:00:00，或在NTP中自1900-01-0100:00:00。這些計數器不計算正閏秒，並且沒有插入閏秒的指示器，因此順序中的兩秒將具有相同的計數器值。一些計算機的操作系統，特別是Linux，將前一個23:59:59秒的計數器值指定給閏秒(59-59-0 序列) 。由於沒有規範此序列的標準，因此在同一時間採樣值的時間戳記可能會變化1秒。這可以解釋依賴時間戳記值的時間關鍵型系統的缺陷。

### 與閏秒相關的其他報告的軟體問題
2012年6月30日閏秒之後，許多組織報告了由有缺陷的軟件引起的問題。報告出現問題的網站有Reddit（Apache Cassandra）、Mozilla（Hadoop） 、Qantas和運行 Linux 的各種網站。
摩托羅拉Oncore VP、UT、GT和M12 GPS接收機的舊版本存在軟件缺陷，如果256週內沒有計畫閏秒，則會導致單個時間戳記關閉一天。在2003年11月28日，就發生了這樣的事件。在午夜時分，具有此固件的接收器報告2003年11月29日，持續1秒，然後恢復到2003年11月28日。
較舊的Trimble GPS接收機存在軟件缺陷，會在GPS開始廣播下一個閏秒插入時間（比實際閏秒提前幾個月）後立即插入一個閏秒，而不是等待下一個閏秒發生。在這段時間裏，接受者的休息時間減少了一秒鐘。
較舊的基準泰梅塞（Tymeserve） 2100 GPS 接收器和對稱通信的泰梅塞 2100 接收器也有與舊的 Trimble GPS 接收器類似的缺陷，時間減少了一秒鐘。在一收到閏秒預告的通知就立即應用，而不是等待正確的日期。已經描述並測試了一種解決方法，但如果GPS系統重播公告，或者裝置斷電，問題將再次出現。
2015年1月21日，多個型號的GPS接收機在GPS發佈公告後立即實施了閏秒，而不是等到6月30日的實施日期。
NTP 協定指定了一面標誌，告知接收方閏秒即將到來。但是，一些 NTP 伺服器未能正確設置閏秒標誌。一些NTP伺服器在插入閏秒後，長達一天內都回應錯誤的時間。
使用GPS或伽利略以及中國北斗在市場銷售的四種不同品牌衛星數據導航接收機，甚至一些單獨使用北斗衛星的接收機，被發現提前一天實施閏秒。這可以追溯到一個事實：北斗將一週中的天數從0到6進行編號，而GPS和伽利略則將其從1到7進行編號。閏秒對商業部門的影響被描述為「一場噩夢」。由於金融市場容易受到科技和法律上的閏秒問題影響，7家清算所和11家證券交易所（包括紐約證券交易所）的母公司洲際交易所在2015年6月30日閏秒時停止營運61分鐘。
儘管對2015年閏秒進行了宣導，但由於某些路由器的閏秒相關軟體錯誤，仍發生了少量網路故障。此外，Twitter、Instagram、Pinterest、Netflix、亞馬遜和蘋果的音樂流媒體系列Beats 1也出現了約40分鐘的中斷。
思科系統NEXUS 5000系列作業系統NX-OS的幾個舊版本（版本5.0、5.1、5.2）受到閏秒錯誤的影響。
閏秒軟體的漏洞影響了澳航和維珍澳洲航空使用的Altea航空公司預訂系統。
Cloudflare受到閏秒軟件錯誤的影響。它的域名系統（DNS）解析器在實現減去從Go程式設計語言的time.Now()函數中獲得的兩個時間戳記時，錯誤地計算了一個負數，然後該函數只使用了實時時鐘源。這原本可以通過使用單調的時鐘源來避免，該時鐘源後來被添加到Go 1.9中。
人們擔心2016年12月31日收成期間使用GPS的農業設備會受到2016年閏秒設置錯誤的影響。GPS導航使用GPS時間，不受閏秒的影響。

## 閏秒問題的解決方法
最明顯的解決方法是在所有操作中使用國際原子時（TAI）尺規用於所有操作目的，並將其轉換為協調世界時(UTC)成為人們可閱讀的文件。UTC總是可以從TAI中匯出，並帶有合適的閏秒表；反之則不確定。電影電視工程師協會的視頻/音訊行業標準機構選擇推導TAI來作為媒體的時間戳記。 
IEC/IEEE 60802（時效性網路）規定了所有操作的TAI。電網自動化計畫切換到TAI，用於在全球電網中發佈事件。藍牙網狀網絡也使用TAI。
Google伺服器沒有在一天結束時插入閏秒，而是實施“閏秒塗抹”，在以閏秒為中心的24小時內略微延長秒數。亞馬遜在2015年6月30日插入閏秒時，採用了類似但略有不同的模式，導致另一個時間尺度激增的案例。他們後來發佈了一個NTP服務的EC2實例，該服務執行“閏秒塗抹”。帶有線性閏秒塗抹的UTC-SLS被提議作為UTC的一個版本，但從未成為標準。
有人提議，使用實時傳輸協議的媒體用戶端在閏秒和之前的那一秒期間禁止生成或使用NTP時間戳記。
NIST建立了一個特殊的NTP時間伺服器，提供UT1而不是UTC。在ITU決議通過，並且不再插入閏秒的情况下，這種伺服器將特別有用。那些需要UT1的天文觀測站台和其它可以使用UT1的用戶，儘管在許多情况下，這些用戶已經從IERS下載了UT1-UTC，並在軟體中應用了更正。

## 註解
1. ↑  只有格里曆的閏日接續在2月28日之後。其它曆法的閏日開始於各自年份的不同當地時間（衣索比亞曆、伊朗曆、印度國定曆等。）。
2. ↑  《華爾街日報》指出，該提案當時被一些美國官員視為「國際電信聯盟內部的私人事務」[27]
3. ↑   FCC已經發佈了其收到的評論，這些評論可以通過其搜尋引擎在04-286程式中找到，並將「接收期限」限制在2014年1月27日至2月18日之間（包括2014年1月27日與2月18日）[37]。
4. ↑  除了發佈特別會議的錄影外 [40]，澳大利亞通信和媒體管理局有該届會議的記錄和一個網頁，其中載有會議籌備會議報告，以及ITU-R WRC-15議程項目1.14的解決方案草案的內容[41]。

## 進階讀物
- Ahuja, Anjana (October 30, 2005). "Savouring the last leap second in history". New Straits Times, p. F10.
- Grossman, Wendy M. (November 2005). "Wait a Second". Scientific American, pp. 12–13.
- Finkleman, David;  et al. . American Scientist. 2011, 99 (4): 312–319. arXiv:1106.3141 . doi:10.1511/2011.91.1.
- Kamp, Poul-Henning. . Communications of the ACM. 2011, 54 (5): 44–48. doi:10.1145/1941487.1941505 .
- McCarthy, Dennis D. & Seidelmann, P. Kenneth. (2009). TIME From Earth Rotation to Atomic Physics. Weinheim: Wiley-VCH.
- Merali, Zeeya. (November 8, 2011). "Time is running out for the leap second". （页面存档备份，存于） Nature News.
- Finkleman, David, et al. "The Future of Time: UTC and the Leap Second" （页面存档备份，存于）, American Scientist, July–August 2011, 99(4):312-319. DOI: 10.1511/2011.91.1
- Kamp, Poul-Henning The One-Second War （页面存档备份，存于）, Communications of the ACM, May 2011, 54(5):44-48. DOI:10.1145/1941487.1941505

## 外部連結
- IERS Bulletin C (leap second announcements) （页面存档备份，存于）
- LeapSecond.com – A web site dedicated to precise time and frequency （页面存档备份，存于）
- NIST FAQ about leap year and leap second （页面存档备份，存于）
- The leap second: its history and possible future （页面存档备份，存于）
- Leap Seconds, U.S. Naval Observatory（页面存档备份，存于）
- . Microsoft Support. October 4, 2018.
- Dan Cuomo. . Windows Server - Networking Blog. October 17, 2018  [2021-11-19]. （原始内容存档于2022-03-05）.
- Travis Luke. . Windows Server - Networking Blog. October 24, 2018  [2021-11-19]. （原始内容存档于2022-03-05）.
- . www.orolia.com. Orolia. December 31, 2018  [2021-11-19]. （原始内容存档于2021-06-26）.
- Judah Levine's Everyday Time and Atomic Time series
  - Judah Levine. . National Institute of Standards and Technology. March 31, 2021  [2021-11-19]. （原始内容存档于2022-03-04）.
  - Judah Levine. . National Institute of Standards and Technology. April 7, 2021  [2021-11-19]. （原始内容存档于2022-03-04）.
  - Judah Levine. . National Institute of Standards and Technology. April 14, 2021  [2021-11-19]. （原始内容存档于2022-03-04）.
  - Judah Levine. . National Institute of Standards and Technology. April 21, 2021  [2021-11-19]. （原始内容存档于2022-03-04）.
  - Judah Levine. . National Institute of Standards and Technology. April 28, 2021  [2021-11-19]. （原始内容存档于2022-03-04）.